# Billy Harris (ishockeyspelare född 1952)
William Edward "Billy" Harris, född 29 januari 1952, är en kanadensisk före detta professionell ishockeyspelare som tillbringade tolv säsonger i den nordamerikanska ishockeyligan National Hockey League (NHL), där han spelade för ishockeyorganisationerna New York Islanders, Los Angeles Kings och Toronto Maple Leafs. Han producerade 558 poäng (231 mål och 327 assists) samt drog på sig 394 utvisningsminuter på 897 grundspelsmatcher. Harris har även spelat för St. Catharines Saints i American Hockey League (AHL) och Toronto Marlboros i OHA-Jr.
Han draftades av New York Islanders i första rundan i 1972 års draft som första spelare totalt.

## Statistik
| 1968–1969      | Toronto Marlboros     | OHA-Jr.        | 41  | 9   | 18  | 27  | 14  | 6  | 2  | 2  | 4  | —  |
| 1969–1970      | Toronto Marlboros     | OHA-Jr.        | 46  | 13  | 17  | 30  | 75  | 18 | 4  | 9  | 13 | 26 |
| 1970–1971      | Toronto Marlboros     | OHA-Jr.        | 48  | 34  | 48  | 82  | 61  | 13 | 8  | 9  | 17 | 14 |
| 1971–1972      | Toronto Marlboros     | OHA-Jr.        | 63  | 57  | 72  | 129 | 87  | 10 | 13 | 10 | 23 | 26 |
| 1972–1973      | New York Islanders    | NHL            | 78  | 28  | 22  | 50  | 35  | —  | —  | —  | —  | —  |
| 1973–1974      | New York Islanders    | NHL            | 78  | 23  | 27  | 50  | 34  | —  | —  | —  | —  | —  |
| 1974–1975      | New York Islanders    | NHL            | 80  | 25  | 37  | 62  | 34  | 17 | 3  | 7  | 20 | 12 |
| 1975–1976      | New York Islanders    | NHL            | 80  | 32  | 38  | 70  | 54  | 13 | 5  | 2  | 7  | 10 |
| 1976–1977      | New York Islanders    | NHL            | 80  | 24  | 43  | 67  | 44  | 12 | 7  | 7  | 14 | 8  |
| 1977–1978      | New York Islanders    | NHL            | 80  | 22  | 38  | 60  | 40  | 7  | 0  | 0  | 0  | 4  |
| 1978–1979      | New York Islanders    | NHL            | 80  | 15  | 39  | 54  | 18  | 10 | 2  | 1  | 3  | 10 |
| 1979–1980      | New York Islanders    | NHL            | 67  | 15  | 15  | 30  | 37  | —  | —  | —  | —  | —  |
|                | Los Angeles Kings     | NHL            | 11  | 4   | 3   | 7   | 6   | 4  | 0  | 0  | 0  | 2  |
| 1980–1981      | Los Angeles Kings     | NHL            | 80  | 20  | 29  | 49  | 36  | 4  | 2  | 1  | 3  | 0  |
| 1981–1982      | Los Angeles Kings     | NHL            | 16  | 1   | 3   | 4   | 6   | —  | —  | —  | —  | —  |
|                | Toronto Maple Leafs   | NHL            | 20  | 2   | 0   | 2   | 4   | —  | —  | —  | —  | —  |
| 1982–1983      | Toronto Maple Leafs   | NHL            | 76  | 11  | 19  | 30  | 26  | 4  | 0  | 1  | 1  | 2  |
| 1983–1984      | Toronto Maple Leafs   | NHL            | 50  | 7   | 10  | 17  | 14  | —  | —  | —  | —  | —  |
|                | St. Catharines Saints | AHL            | 2   | 0   | 1   | 1   | 0   | —  | —  | —  | —  | —  |
|                | Los Angeles Kings     | NHL            | 21  | 2   | 4   | 6   | 6   | —  | —  | —  | —  | —  |
| NHL totalt     | NHL totalt            | NHL totalt     | 897 | 231 | 327 | 558 | 394 | 71 | 19 | 19 | 38 | 48 |
| OHA-Jr. totalt | OHA-Jr. totalt        | OHA-Jr. totalt | 198 | 113 | 155 | 268 | 237 | 47 | 27 | 30 | 57 | 66 |